# Giglio (Insel)
Giglio ist eine Insel des Toskanischen Archipels im Mittelmeer. Administrativ bildet sie zusammen mit der Nachbarinsel Giannutri die Gemeinde Isola del Giglio der Provinz Grosseto in der italienischen Region Toskana. Der Name Giglio geht auf die Latinisierung Aegilium zurück, abgeleitet von der griechischen Vokabel aix, aigos (Ziege): Insel der Ziegen.

## Geografie
Die Insel befindet sich etwa 50 Kilometer südöstlich von Elba und rund 18 Kilometer westlich der Halbinsel Monte Argentario. Giglio ist nach Elba die zweitgrößte und zweitbevölkerungsreichste Insel des Toskanischen Archipels.
Die Küste hat eine Länge von 28 Kilometern, die höchste Erhebung der Insel ist mit einer Höhe von 496 m s.l.m. der Poggio della Pagana.

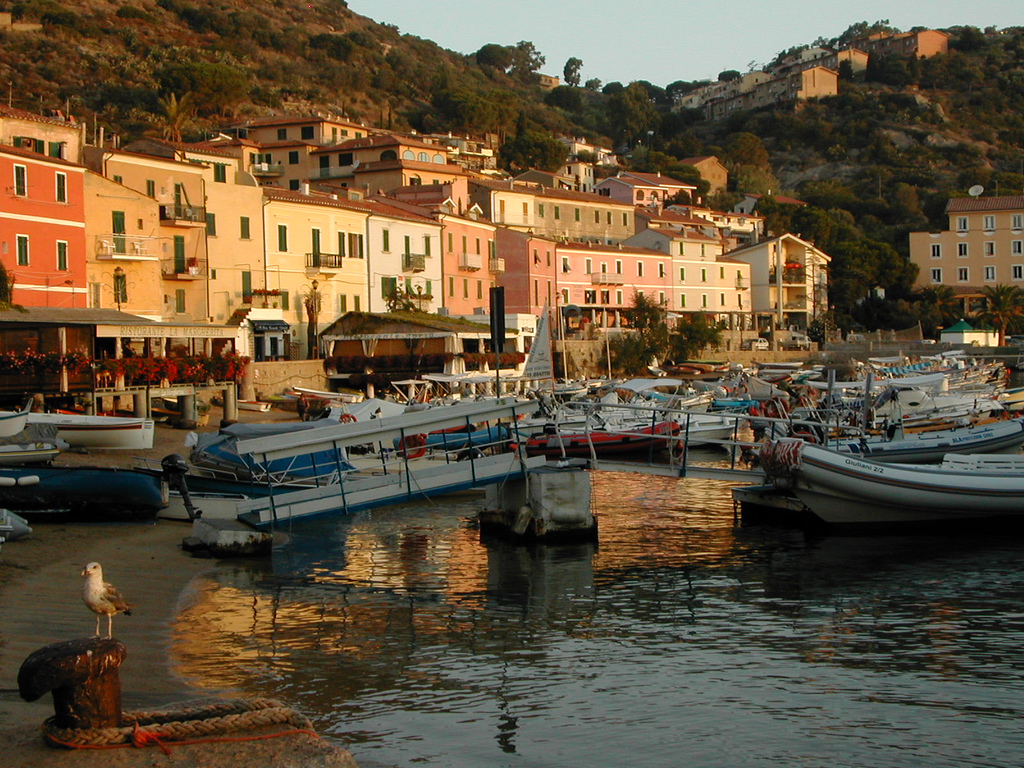
Giglio Porto

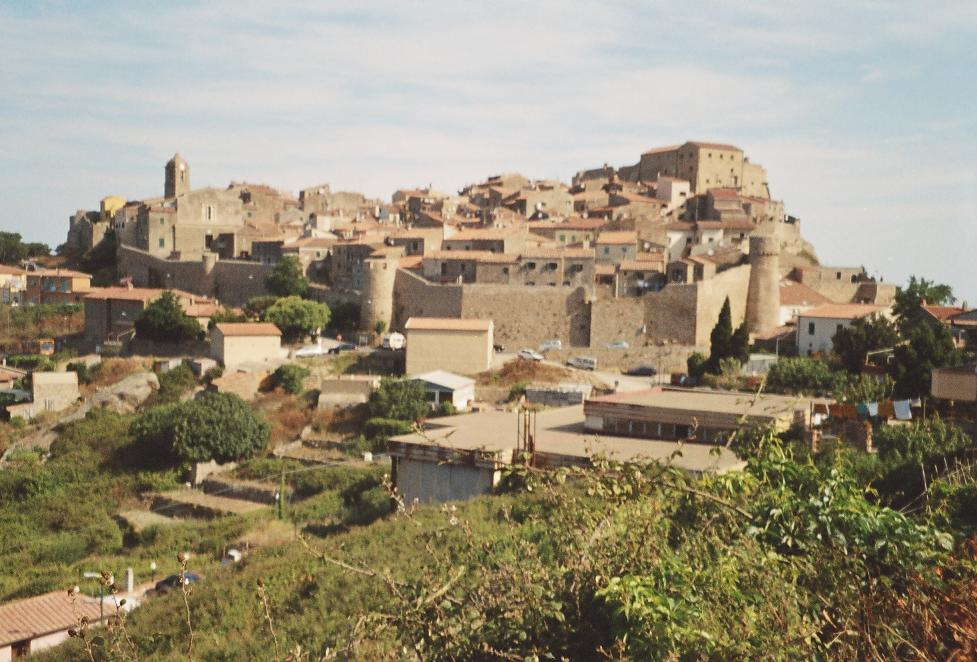
Giglio Castello

Auf der Insel Giglio befinden sich drei größere Orte: In Giglio Porto auf der dem Festland zugewandten Ostseite der Insel befindet sich der einzige Seehafen von Giglio. Porto ist mit 607 Einwohnern – nach dem Ergebnis einer Volkszählung von 2011 – der größte Ort auf Giglio.
Giglio Castello, der Hauptort der Insel, 405 Meter über dem Meer gelegen, ist von einem mittelalterlichen Mauerwall umschlossen und von einer Festung der Aldobrandeschi gekrönt. Der Ort gehört zu I borghi più belli d’Italia (den schönsten Orten Italiens). Zur Volkszählung 2011 hatte Castello 554 Einwohner.
Im Westen der Insel befindet sich in einer Bucht und am einzigen größeren Sandstrand der Insel Giglio Campese, dessen Wahrzeichen der alte Medici-Wehrturm am Meer ist. Campese hatte zur Volkszählung im Jahre 2011 insgesamt 187 Einwohner.
Weitere kleine Siedlungen sind Arenella mit vierzehn und Villaggio Grotte mit drei Einwohnern. 26 Einwohner residieren in verstreuten Wohngebäuden, die keiner Siedlung zugerechnet werden.
Erstmals für den Mittelmeerraum wurden 2019 auf Giglio sogenannte Plastikkrusten nachgewiesen, die durch den Plastikmüll in den Meeren entstehen.

## Wirtschaft

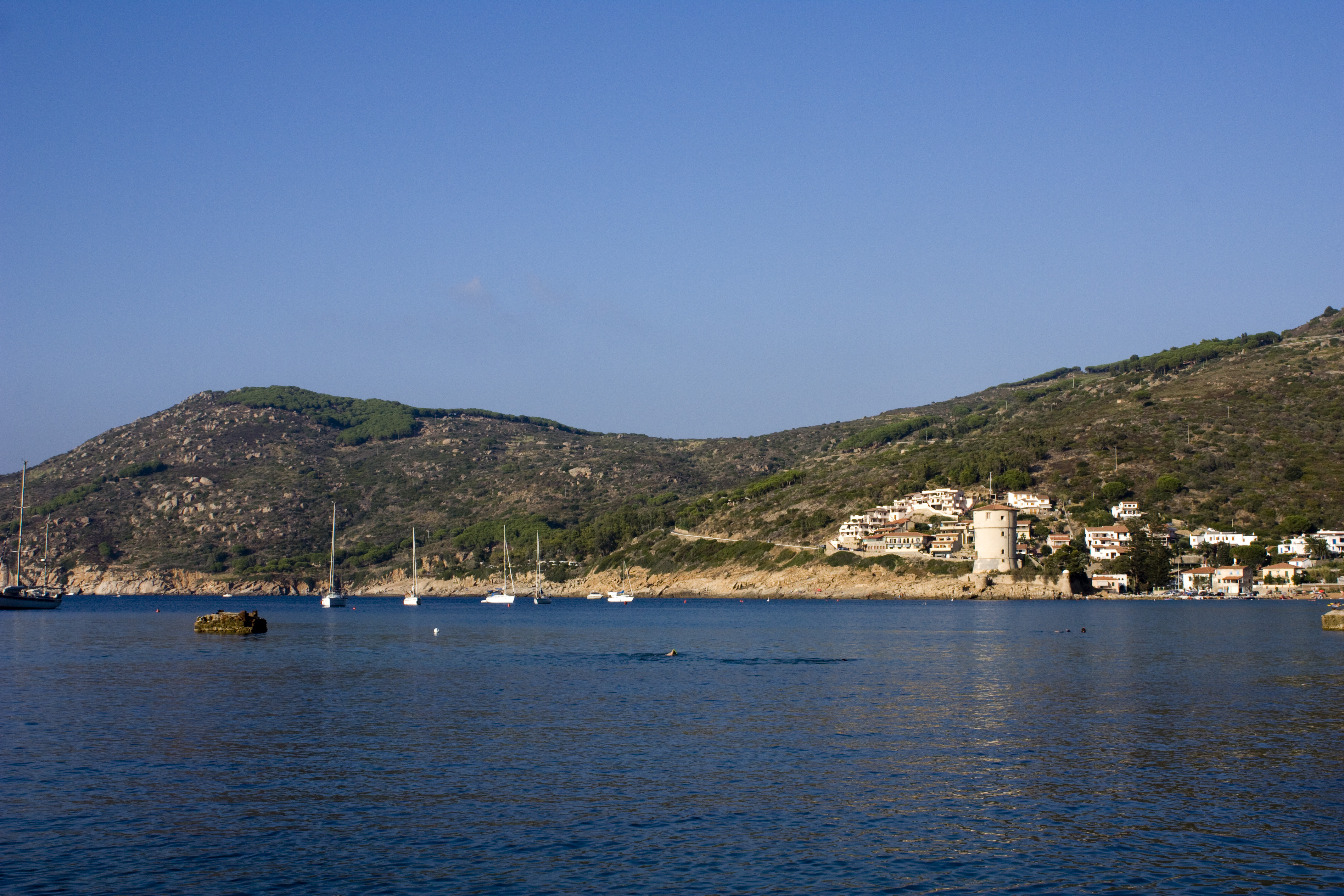
Die Bucht von Giglio Campese

Campese ist heute ein Touristenort. Vor Campese gibt es einige Riffe, die bereits von der Straße aus erkennbar sind und sich bis auf über 50 Meter Tiefe erstrecken.
In der Vergangenheit wurden auf der Insel Granit, Eisenerz und Pyrit abgebaut. Die Pyritmine wurde 1962 geschlossen, seitdem sind Tourismus und im kleinen Rahmen Landwirtschaft die Hauptwirtschaftszweige der Insel. Um die Insel herum gibt es viele Tauchgebiete.

## Geschichte

### Frühgeschichte
Die Insel in ihrer heutigen Form entstand vermutlich vor 5 bis 4,5 Millionen Jahren. Seit der Eisenzeit ist die Insel bewohnt, die Etrusker nutzten sie als militärischen Stützpunkt. Auch im Römischen Reich war sie als insula aegilium oder insula igillia eine wichtige Basis im Tyrrhenischen Meer, Caesar erwähnte die Insel kurz in seinem de bello civili. Am Rand von Giglio Porto liegen direkt unter dem Meeresspiegel die Überreste einer großen römischen Villa der Adelsfamilie Domizi Enobarbi. Dabei handelt es sich um die Mauern eines Fischzuchtbeckens sowie um die Strukturen entlang der Bucht mit einer Reihe von Bögen und einer Terrasse.

### Mittelalter und Neuzeit
805 schenkte Karl der Große die Insel dem Kloster Tre Fontane in Rom. Später war sie im Besitz verschiedener toskanischer Familien (insbesondere der Aldobrandeschi) und der Stadt Perugia. 1241 zerstörte hier bei der Seeschlacht von Giglio die sizilianische Flotte von Friedrich II. eine Flotte der Genueser. Von 1264 bis 1406 war Giglio im Besitz der Pisaner, dann ging es an die Medici. Bis 1799 wurde die Insel mehrfach von den Sarazenen angegriffen, so im Jahr 1544 durch den Piraten Khair ad-Din Barbarossa, wobei mehr als 700 Einwohner getötet oder als Sklaven deportiert wurden. Die Medici-Familie siedelte darauf Bevölkerung aus der Region Siena auf der Insel an, ließ Küstentürme erbauen und die Stadtmauern vom Ort Castello verstärken. Die Piratenangriffe in den toskanischen Gewässern setzten sich bis 1799 fort.
Am 14. Juni 1646 wurde in der nahebei stattfindenden Schlacht bei Orbetello der Großadmiral Jean Armand de Maillé auf seinem Flaggschiff, der Grand Saint Louis, getötet.
Anfang des 20. Jahrhunderts wurde in den Minen bei Campese Pyrit abgebaut. Ab den 1960er-Jahren hat der Tourismus eingesetzt, der heute die Haupteinnahmequelle der Insel ist. 

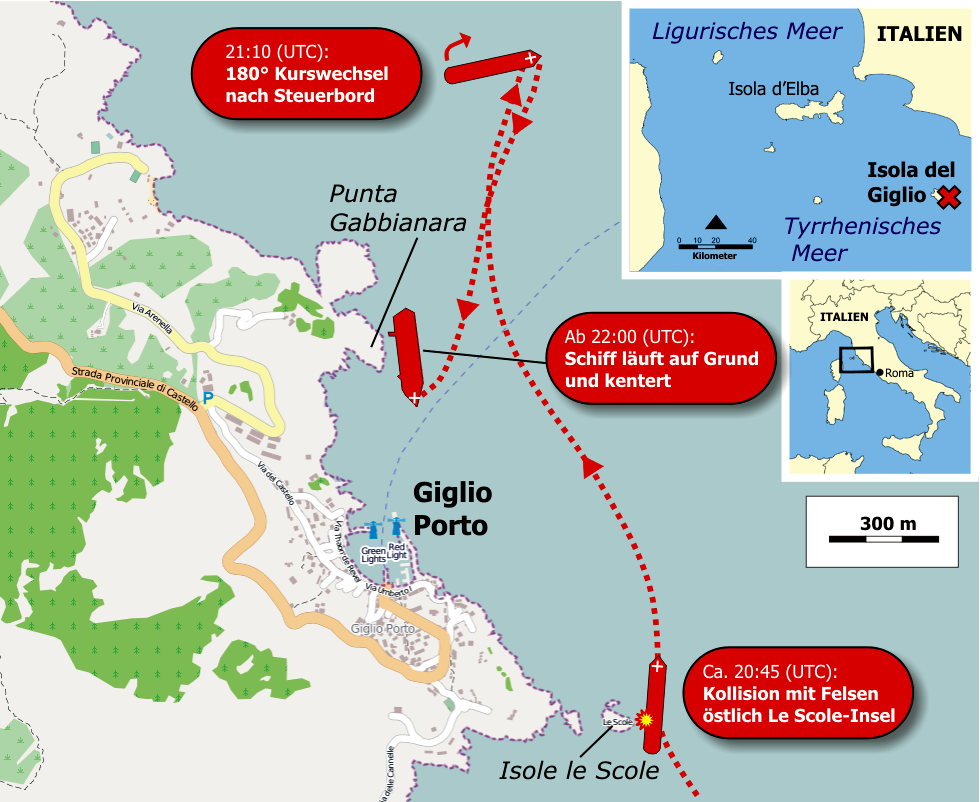
Position der gestrandeten Costa Concordia

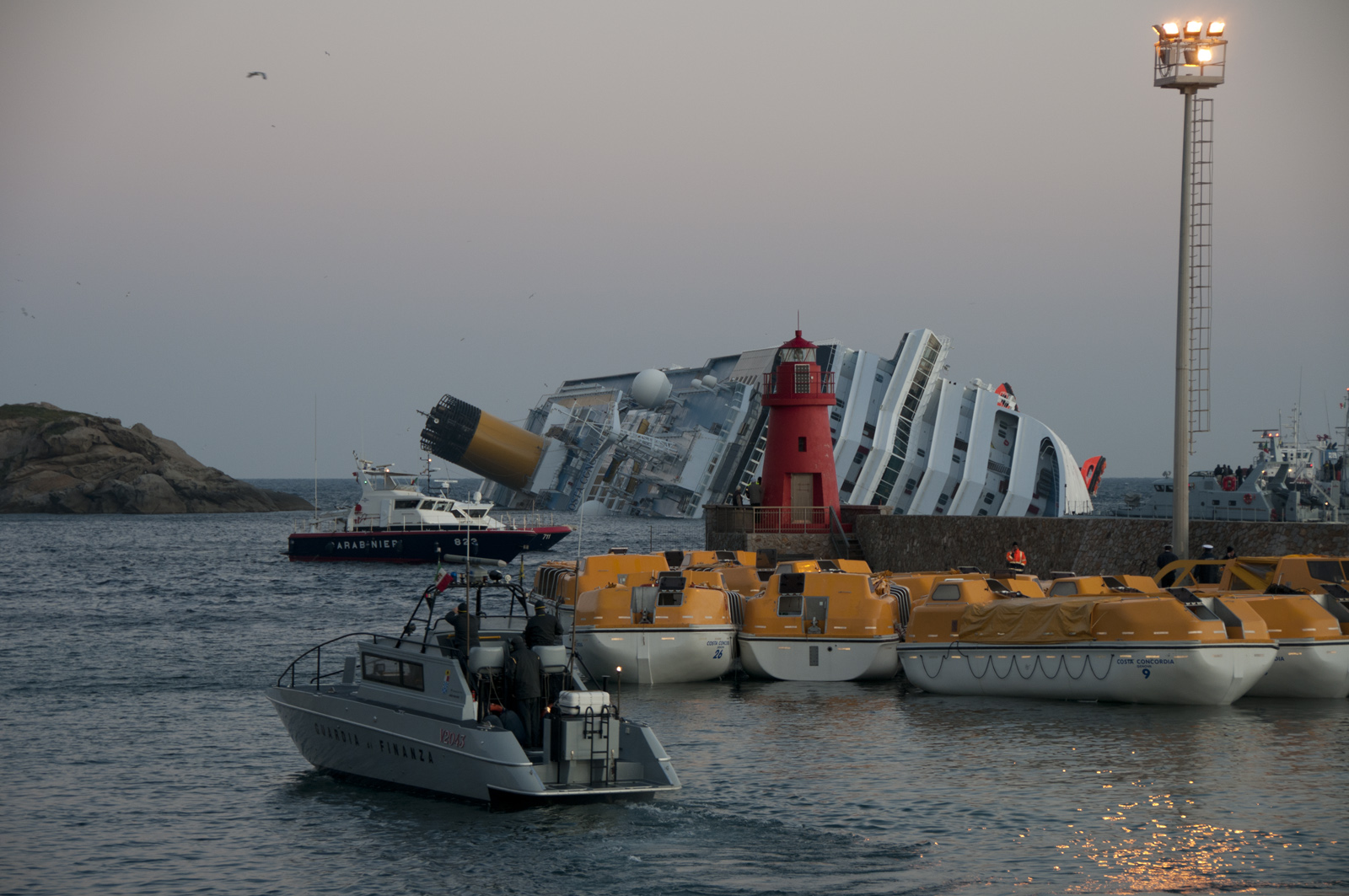
Durch die Havarie der Costa Concordia im Januar 2012 wurde die Insel weltbekannt

### Havarie der Costa Concordia
Am 13. Januar 2012 lief vor der Insel Giglio das Kreuzfahrtschiff Costa Concordia auf Grund, schlug leck und trieb direkt vor den Hafen von Porto, wo es kenterte, teilweise sank und mit etwa 65 Grad Schlagseite liegen blieb. 32 Menschen starben. Die Bergungsarbeiten dauerten mehr als zwei Jahre. Am 16. September 2013 konnte das Wrack nach aufwendigen Vorbereitungen in eine aufrechte Position gebracht werden. Anschließend wurde es schwimmfähig gemacht und am 23. Juli 2014 nach Genua abgeschleppt.

## Einrichtungen
Auf der Insel befindet sich auch ein meeresbiologisches Institut zur Erforschung der Meeresflora und -fauna (Institut für Marine Biologie IfMB).

## Verkehr
Die Fährlinien Toremar sowie Maregiglio verbinden die Insel sechsmal täglich mit dem Festland in Porto Santo Stefano und transportieren auch Fahrzeuge. Auch die Nachbarinsel Giannutri kann mit Maregiglio erreicht werden, es existiert auch eine Verbindung zwischen den beiden Inseln.
Auf der Insel gibt es eine Buslinie, die zwischen Giglio Porto und Giglio Campese verkehrt; dabei wird immer auch Giglio Castello angefahren. Die Fahrzeiten zwischen Porto und Castello sowie Castello und Campese betragen jeweils 15 Minuten. Der Fahrplan des Busses ist auf die Ankunfts- und Abfahrtszeiten der Fähren ausgerichtet.